# 二戸信用金庫

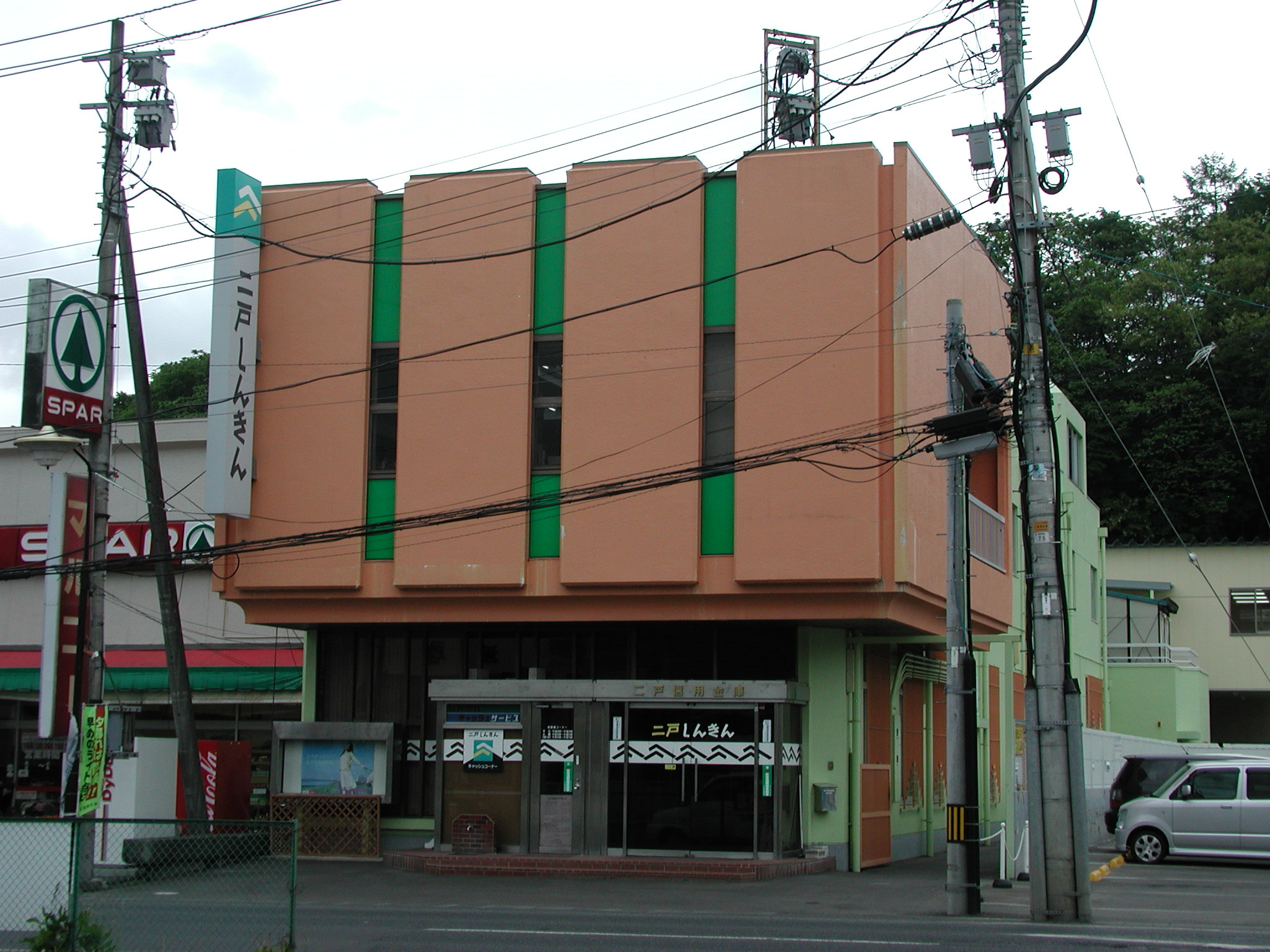
本店（2008年5月撮影）

二戸信用金庫（にのへしんようきんこ）は2008年（平成20年）7月まで存在し、岩手県二戸市に本店を置いていた信用金庫である。通称：二戸しんきん。統一金融機関コードは1157で、合併前時点の店舗数は7ヶ店だった。
2008年（平成20年）7月7日をもって盛岡信用金庫に合併され、消滅金庫となった。この件により岩手県内信金としては初の合併となる。なお、岩手県内における消滅金庫としては1993年（平成5年）に経営破綻した釜石信用金庫以来15年ぶり。

## 沿革
- 1950年7月24日 - 福岡町信用組合として設立。
- 1953年6月9日 - 信用金庫法に基づき、福岡町信用金庫に改組。
- 1972年10月1日 - （初代）二戸市制施行（同年4月1日）に伴い、二戸信用金庫に改称。
- 2008年7月7日 - 盛岡信用金庫に合併され、解散。同時に駅前支店・中央支店を二戸信金本店に統合し、盛岡信金二戸支店に改称。

## 店舗
二戸市を中心に、二戸郡一戸町・九戸郡九戸村・岩手郡葛巻町の各地に店舗を構えていた。なお、2008年（平成20年）7月7日の盛岡信金との合併後以降は、特記事項のない限り金庫名のみの変更となった。
※3桁の数字は店舗コード。
二戸市
- 本店（福岡字中町/1950年9月5日開設）：001（※） - 2008年7月7日付けで盛岡信用金庫二戸支店に改称と同時に、二戸信金駅前支店・中央支店を統合。
- 浄法寺支店（浄法寺町浄法寺/1979年11月10日開設）：004
- 駅前支店（石切所字枋ノ木/1982年10月5日開設）：005（※） - 盛信との合併後に無人ATM店舗化されたが、2008年10月14日に旧駅前支店跡向かい側の「アイックス二戸店」敷地内にて店舗外ATMが移転した。
- 中央支店（堀野字長地/1995年6月19日開設）：007（※） - 盛信との合併後に無人ATM店舗化。

二戸郡一戸町
- 一戸支店（一戸字向町/1958年6月16日開設）：002

九戸郡九戸村
- 九戸支店（伊保内第10地割/1985年12月10日開設）：006

岩手郡葛巻町
- 葛巻支店（葛巻第12地割/1976年8月27日に一戸支店の有人出張所として開設し、1980年8月1日付けで支店に昇格する）：003

## 盛岡信用金庫との合併へ

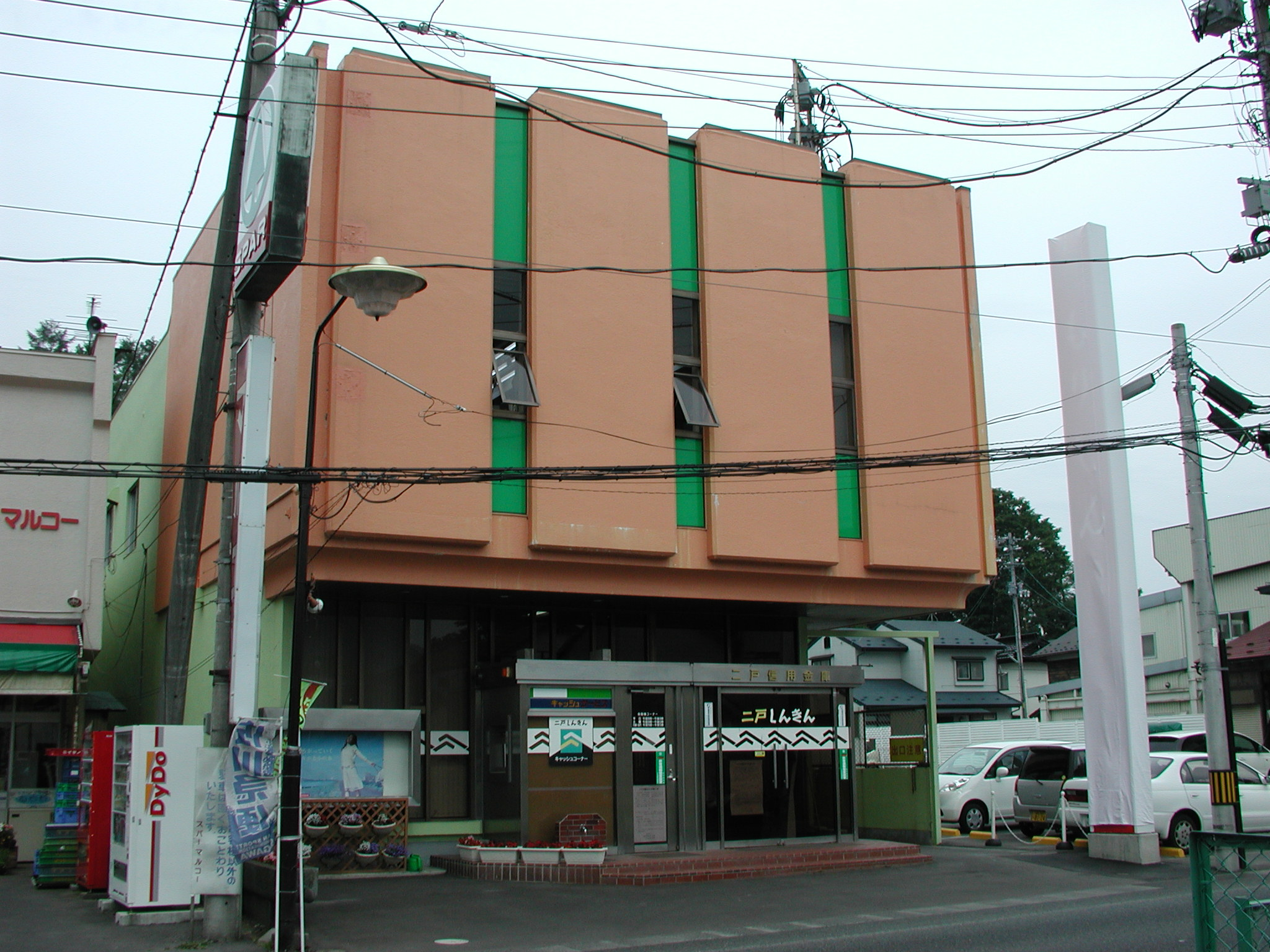
合併を目前に、看板サインの入れ替えが行われた二戸信金本店（2008年7月撮影）

2008年（平成20年）7月7日をもって、盛岡市に本店を置く、県内最大手の盛岡信用金庫と対等な立場で合併された。存続金庫は盛岡信金で、合併後の名称も存続金庫名をそのまま継承した。合併時期については当初2008年（平成20年）5月を予定していたが、両信金が合併協議を始める1週間前に、東北では同じ2008年（平成20年）5月を目処に八戸・十和田の両信金が合併合意を表明していることと、それに二戸・盛岡両信金も勘定系システムを共用している東北地区信金共同事務センター（宮城県仙台市若林区河原町）において、システム統合に至っては1ヶ月間に2カ所の合併を行うのにデータ処理能力や時間的制約などから困難であることから八戸・十和田両信金との合併を優先したため、2ヶ月遅らせて2008年（平成20年）7月に合併が実施されることにした。
また、合併と同時に二戸信金店舗における店舗網の再編が行われ、合併日をもって二戸市内の2支店（駅前支店と中央支店）を二戸信金本店に統合して「盛岡信金二戸支店」に改称すると共に、残る4支店（一戸・葛巻・浄法寺・九戸）については盛岡信金の店舗として引き継がれた。なお廃止2支店のATMコーナーについては店舗外ATMとして継続されている。
支店コードは、現在のコードに50（九戸支店は49）を足した数となる。
これに先立ち、二戸信金店舗では合併直前までに看板サインが取り換えられた。以前あった『二戸しんきん』のサイン看板が取り外され、新たに合併後の名称の立て看板が設置された。合併以前までは白い布で隠すように覆われていた。